# Ester Kumlin
Ester Irene Kumlin von Weissenberg, född 5 juni 1873 i Ilomants i Finland, död 1956, var en finländsk konstnär.
Ester Kumlin var dotter till juristen och politikern Alexander August Kumlin (1844–1912) och Selma Kumlin (1847–1900). Hon utbildade sig i fri konst från 1892 i Finska Konstföreningens ritskola i Helsingfors och reste därefter till Paris.
Ester Kumlin och hennes konstnärsvänner Fanny Låstbom och Wilho Sjöström köpte ett antal "Noa Noa"-träsnitt av Paul Gauguin, som de bodde grannar med i Paris. Ester Kumlin sålde på 1920-talet åtta sådana, vilka köptes av Frithjof Tikanoja och nu finns i Tikanojas konsthem i Vasa. En av hennes nära vänner i de finländska och svenska konstnärskretsar, i vilka hon umgicks i Paris, var August Strindberg, som hon också hade en kort romans med.
Hon återvände från Paris och gifte sig 1896 med juristen och politikern August von Weissenberg (1863–1945), och målade inte mer därefter.